# Wurfnetz

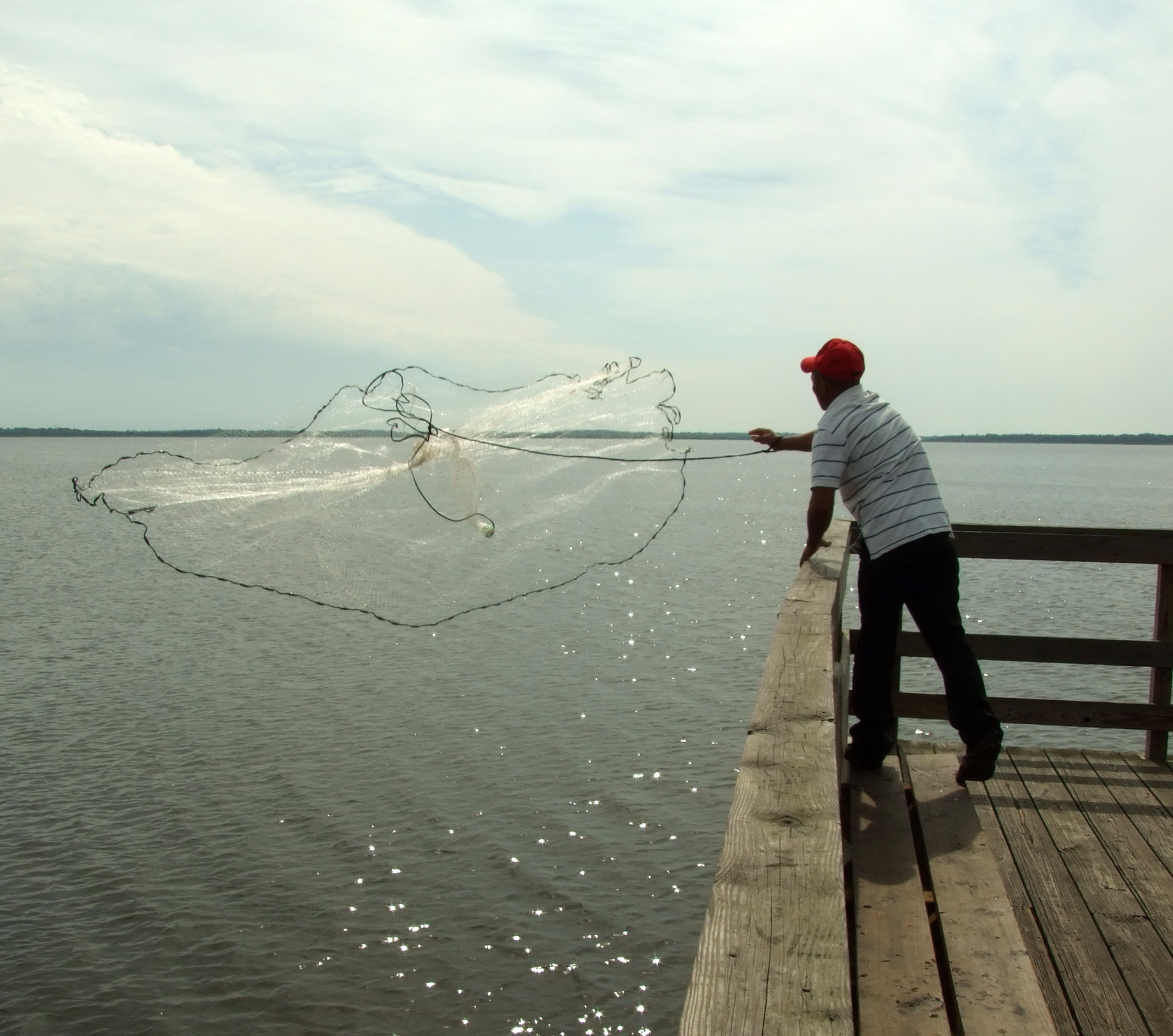
Fischer beim Werfen eines Wurfnetzes

Das Wurfnetz ist ein kleines Fischernetz zum Fangen von Fischen. Das kreisrunde Netz, an dessen Rändern sich Gewichte befinden, wird so von einem Menschen geworfen, dass es ins Wasser fällt und geöffnet auf den Boden sinkt. Dort wird durch Schnüre, deren Ende der Werfer in den Händen behält, die untere Öffnung zusammengezogen und das Netz dann mit den darin befindlichen Fischen eingeholt.
Bei den Gladiatorenspielen der römischen Kaiserzeit kämpfte die so einem Fischer nachgebildete Gattung des Retiarius (lateinisch für Netzkämpfer) außer mit seinem Dreizack mit Wurfnetz.

## Fanggerät zu Lande
Wurfnetze können auch an Land zur Jagd auf bewegliche Objekte dienen.
So 2013 zum Fang eines Kängurus, das bei Ottenschlag in Niederösterreich einem Gehege entkommen war.
Das Ausstoßen einer Kapsel mit einem daraus zuletzt freigesetzten Wurfnetz kann zum Einfangen von Drohnen dienen. Die Abfangdrohne DroneCatcher von Delft Dynamics, Niederlande, kann so auf eine Entfernung von 6–12 Meter auf eine einzufangende Drohne einwirken. Das tragbare Geschütz SkyWall100 wurde in Großbritannien von Open Works Engineering entwickelt und schleudert eine Kapsel bis zu 100 Meter weit, die sich zuletzt öffnet und ein Netz freisetzt. Die 1,17 Kilogramm schwere NetGun kann auf der Hand oder auf einer ausreichend großen Drohne montiert ausgelöst werden. Sie schleudert mit dem Gasausstoß einer 16 Gramm CO2 enthaltenden Patrone vier gummigepufferte Gewichte in leicht divergierende Richtungen, an denen die Ecken eines vier mal vier Meter großen Netzes hängen, bis zu 20 Meter weit. Netze mit 30, 50, 100 oder 200 Millimeter Maschenweite in Nylon oder dem steiferen Dyneema werden angeboten, um Drohnen oder Tiere wie Vögel zu fangen.

## Fiktion
Im Film The Amazing Spider-Man (2012) baut sich Peter Parker, später Spider-Man, einen Netzschießer, der analog zu den Spinndrüsen bei Spinnen auf Flüssigkeit, ausgestoßen an den Handgelenken, basiert.